# 蓋基 (沃洛達爾西克-沃林西基區)
50°41′8″N 28°25′27″E / 50.68556°N 28.42417°E
蓋基（烏克蘭語：Гайки），是烏克蘭北部的村莊，隸屬日托米爾州的日托米爾區。該村面積5.4平方公里，2001年人口60，人口密度每平方公里11.11人。